# Halogencyane
Halogencyane sind chemische Verbindungen mit der allgemeinen Formel X–C≡N, wobei X ein Halogen darstellt. Sie entsprechen damit den Nitrilen und stellen wichtige Ausgangsmaterialien für die Synthese von Kohlensäurederivaten dar. Sie können als Säurehalogenide der Cyansäure aufgefasst werden.

## Darstellung
Halogencyane können durch Einwirkung von Halogenen auf Metallcyanide oder Halogenieren von Blausäure dargestellt werden.
{\displaystyle {\ce {MCN + X2 -> XCN + MX}}}
M = Metall, X = Halogen
Fluorcyan kann durch thermische Zersetzung von Cyanurfluorid gewonnen werden.

## Eigenschaften
Halogencyane sind bei Normaldruck unterhalb 20 °C und bei Abwesenheit von Feuchtigkeit oder Säuren stabil. In Gegenwart von freien Halogenen oder Lewissäuren polymerisieren sie leicht zu Cyanurhalogeniden, zum Beispiel Chlorcyan zu Cyanurchlorid. Sie sind sehr giftig und tränenreizend. Chlorcyan schmilzt bei −6 °C und siedet bei etwa 150 °C. Bromcyan schmilzt bei 52 °C und siedet bei 61 °C. Iodcyan sublimiert bei Normaldruck. Fluorcyan siedet schon bei −46 °C und polymerisiert bei Raumtemperatur zu Cyanurfluorid. In manchen ihrer Reaktionen ähneln sie den Halogenen. Die Hydrolyse der Halogencyane verläuft in Abhängigkeit von der Elektronegativität der Halogene und der dadurch bedingten unterschiedlichen Polarität der X-C-Bindung in unterschiedlicher Weise.
{\displaystyle {\ce {XCN + 2NaOH -> NaOCN + NaX + H2O}}}
(X = F, Cl)
{\displaystyle {\ce {XCN + 2NaOH -> NaOX + NaCN + H2O}}}
(X = Br, I)

## Verwendung
Halogencyane, insbesondere das Chlorcyan und das Bromcyan, stellen wichtige Ausgangsmaterialien für die Einführung der Cyangruppe, die Herstellung von anderen Kohlensäure-Derivaten und von Heterocyclen dar.